# Azamara Pursuit
Die Azamara Pursuit ist ein Kreuzfahrtschiff der Reederei Azamara Cruises.

## Geschichte
Das Schiff wurde unter dem Namen R Eight als letztes Schiff der R-Klasse für Renaissance Cruises gebaut. Das Schiff wurde am 10. April 2000 auf Kiel gelegt. Nach dem Stapellauf am 16. September 2000 wurde die R Eight am 16. Februar 2001 an den Auftraggeber abgeliefert und noch im selben Monat in Dienst gestellt.
Nach der Insolvenz der Reederei, nur wenige Monate nach der Indienststellung, wurde die R Eight zum Verkauf angeboten und in Marseille aufgelegt. Erst 2003 wurde das Schiff an die britische Reederei Swan Hellenic verkauft und als Minerva II in Dienst gestellt. Am 7. April 2007 machte sie ihre letzte Fahrt unter diesem Namen.
Anschließend wurde die Minerva II und wurde danach an Princess Cruises verkauft und in Royal Princess umbenannt. Am 21. Mai 2011 wechselte das Schiff schließlich zu P&O Cruises, und in einer feierlichen Zeremonie von Shirley Bassey in Adonia umbenannt. Ab April 2016 wurde die Adonia unter der Marke fathom eingesetzt. Diese Marke wurde jedoch im Sommer 2017 aufgegeben und die Adonia wechselte zurück zu P&O Cruises.
Die Adonia wurde im März 2018 an Azamara Club Cruises, ein Tochterunternehmen von Royal Caribbean Cruises, verkauft und am 14. März 2018 in Azamara Pursuit umbenannt, das Schiff fährt seitdem unter der Flagge Maltas. Vom 4. April 2018 bis zum 24. Juli 2018 wurde das Schiff für 50 Millionen Pfund Sterling bei Harland & Wolff in Belfast umgebaut und wird seitdem im Kreuzfahrtdienst eingesetzt. Die Taufe erfolgte am 28. August 2018 in Southampton.
Aufgrund der COVID-19-Pandemie wurde das Schiff aus dem Verkehr gezogen und lag ab dem 1. Juni 2020 einige Zeit in Glasgow auf.

### Zwischenfälle
Am 18. Juni 2009 brach während einer Kreuzfahrt vor der Küste Ägyptens im Maschinenraum der Royal Princess ein Feuer aus. Sie musste zur Reparatur in den Hafen von Port Said zurückkehren.
Am 18. März 2013 wurden während eines Landganges im Hafen von Bridgetown zwei Passagiere der Adonia angeschossen und mussten im dortigen Krankenhaus behandelt werden. Vermutlich handelte es sich bei den Tätern um Räuber, die die Touristen ausrauben wollten.